# Basil Radford
Arthur Basil Raford (n.  ?) a fost un actor englez, activ între anii 1930 și 1940.